# Burmeisteria photophila
Burmeisteria photophila är en tvåvingeart som först beskrevs av Weyenbergh 1886.  Burmeisteria photophila ingår i släktet Burmeisteria och familjen fjädermyggor. Inga underarter finns listade i Catalogue of Life.